# Anomis editrix
Anomis editrix är en fjärilsart som beskrevs av Achille Guenée 1852. Anomis editrix ingår i släktet Anomis och familjen nattflyn. Inga underarter finns listade i Catalogue of Life.